# Grand Prix automobile du Canada 2007
GP précédent GP suivant
Le Grand Prix automobile du Canada 2007 (Formula 1 Grand Prix du Canada 2007), disputé sur le circuit Gilles-Villeneuve de Montréal le 10 juin 2007, est la 774e épreuve de l'histoire du championnat du monde de Formule 1 courue depuis 1950 et la sixième manche du championnat 2007.
La course est remportée par Lewis Hamilton, parti depuis la pole position, lors de sa première saison en Formule 1. Il s'agit de la première des 105 victoires qu'il va finalement remporter, établissant un record en Formule 1. Nick Heidfeld termine deuxième et Alexander Wurz troisième, faisant de ce Grand Prix la première course de la saison 2007 où des pilotes d'équipes autres que Ferrari et McLaren ont atteint le podium. Ce fut également le dernier podium de la carrière d'Alexander Wurz et, en date de 2024, le dernier obtenu par un pilote autrichien.
La voiture de sécurité a été déployée quatre fois, un record à l'époque. L'un de ces incidents est dû au terrible accident de Robert Kubica, qui en ressortit avec une entorse à la cheville et une commotion cérébrale. Pendant la course, Felipe Massa et Giancarlo Fisichella ont été disqualifiés pour être sortis de la voie des stands alors que le feu rouge était allumé. Tous deux ont été exclus de la course sous drapeau noir, une sanction qui n'a plus été appliquée en Formule 1 jusqu'à Nico Hülkenberg lors du Grand Prix de São Paulo 2024.

## Essais libres

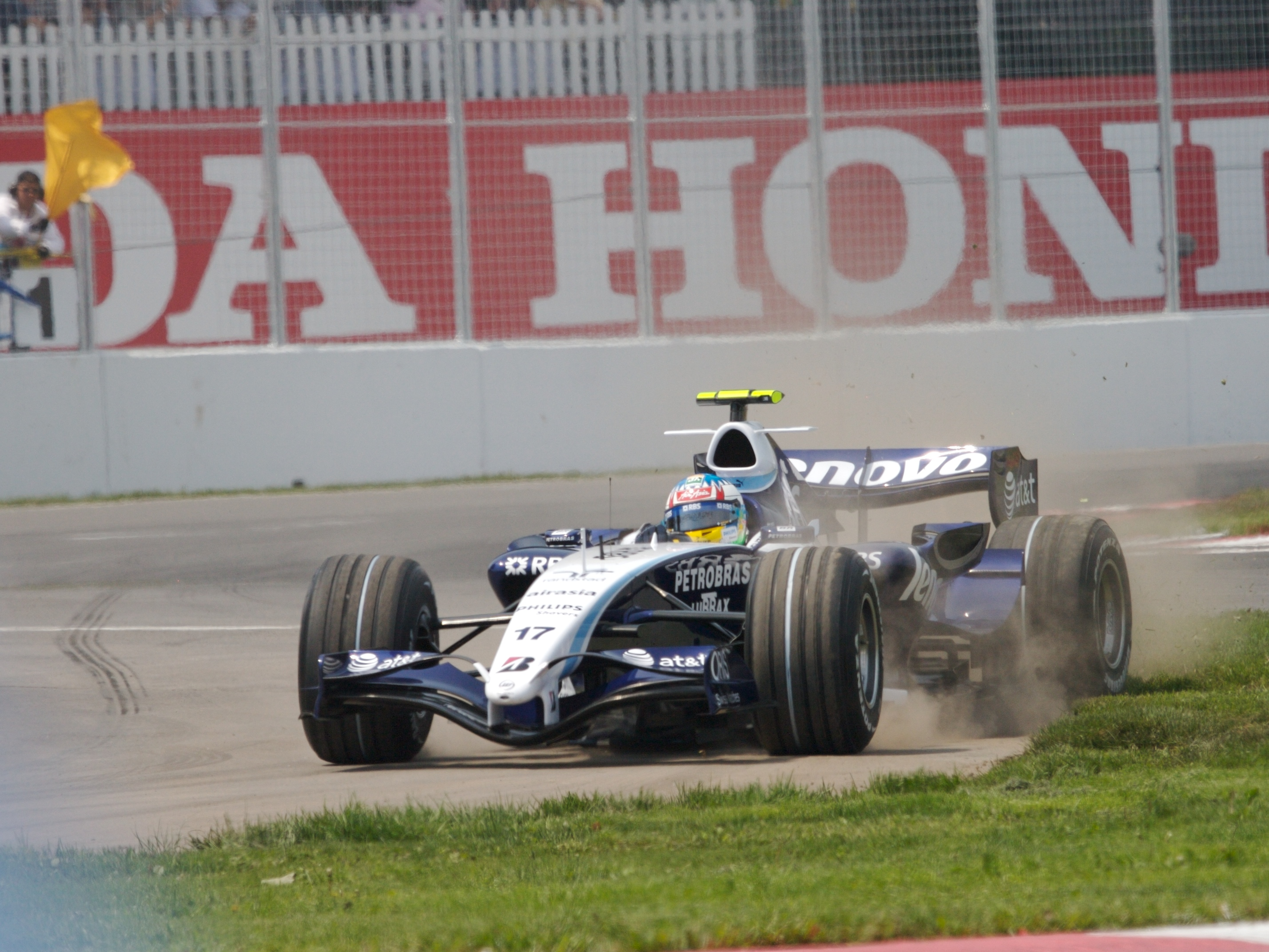
Alex Wurz au Grand Prix du Canada 2007

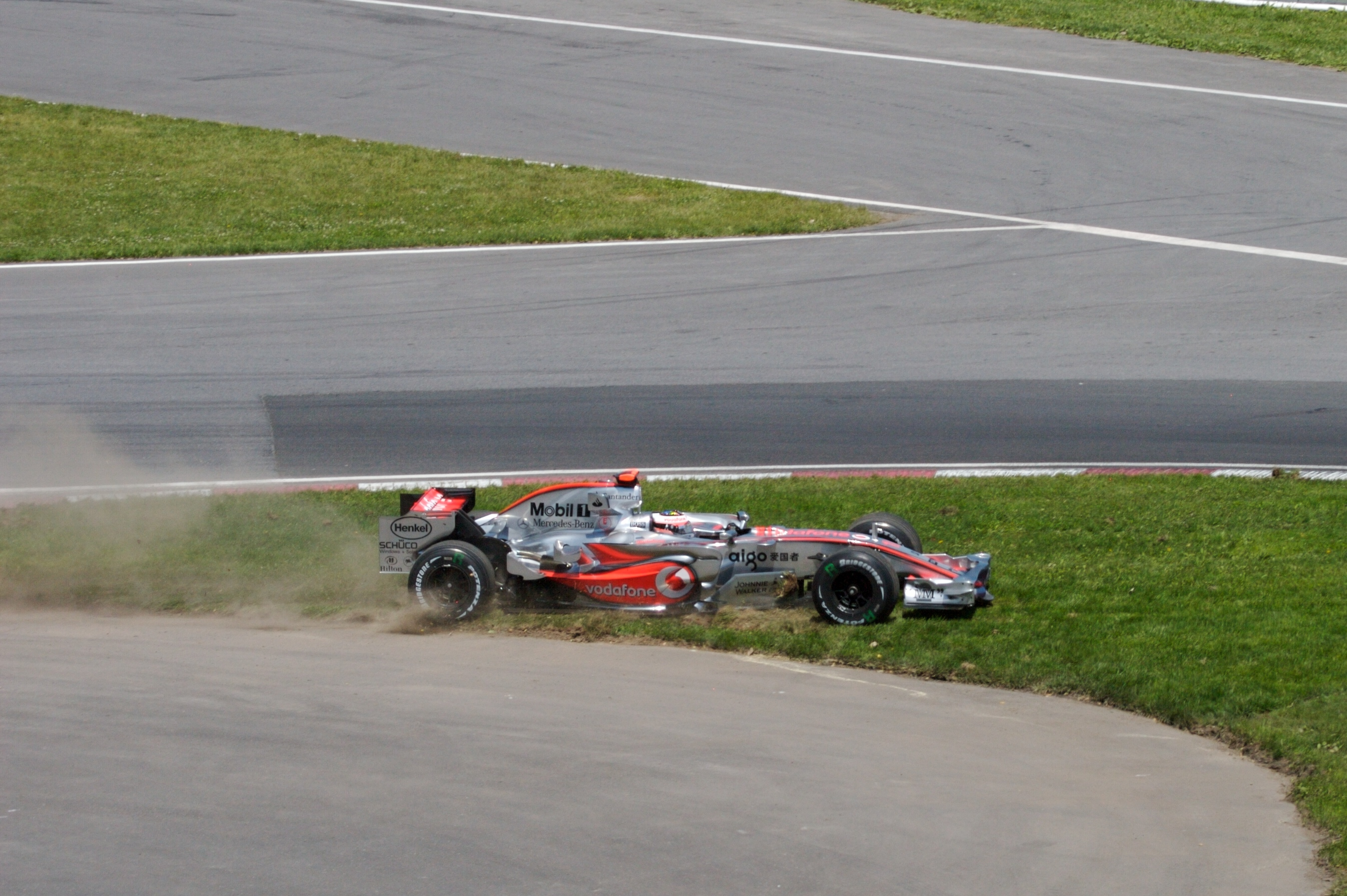
Fernando Alonso au Grand Prix du Canada 2007

### Vendredi matin
| Pos. | Pilote               | Voiture          | Chrono         | Écart     |
| ---- | -------------------- | ---------------- | -------------- | --------- |
| 1    | Fernando Alonso      | McLaren-Mercedes | 1 min 17 s 759 |           |
| 2    | Lewis Hamilton       | McLaren-Mercedes | 1 min 17 s 967 | + 0 s 208 |
| 3    | Kimi Räikkönen       | Ferrari          | 1 min 18 s 136 | + 0 s 377 |
| 4    | Felipe Massa         | Ferrari          | 1 min 18 s 167 | + 0 s 408 |
| 5    | Mark Webber          | Red Bull-Renault | 1 min 18 s 301 | + 0 s 542 |
| 6    | Giancarlo Fisichella | Renault          | 1 min 18 s 620 | + 0 s 861 |

- Note : Kazuki Nakajima, pilote essayeur chez Williams, a pris part à cette séance d'essais avec n°38.

### Vendredi après-midi
| Pos. | Pilote          | Voiture          | Chrono         | Écart     |
| ---- | --------------- | ---------------- | -------------- | --------- |
| 1    | Fernando Alonso | McLaren-Mercedes | 1 min 16 s 550 |           |
| 2    | Felipe Massa    | Ferrari          | 1 min 17 s 090 | + 0 s 540 |
| 3    | Lewis Hamilton  | McLaren-Mercedes | 1 min 17 s 307 | + 0 s 757 |
| 4    | Kimi Räikkönen  | Ferrari          | 1 min 17 s 515 | + 0 s 965 |
| 5    | Nick Heidfeld   | BMW Sauber       | 1 min 17 s 827 | + 1 s 277 |
| 6    | Nico Rosberg    | Williams-Toyota  | 1 min 17 s 992 | + 1 s 442 |

### Samedi matin
| Pos. | Pilote          | Voiture           | Chrono         | Écart     |
| ---- | --------------- | ----------------- | -------------- | --------- |
| 1    | Lewis Hamilton  | McLaren-Mercedes  | 1 min 16 s 071 |           |
| 2    | Kimi Räikkönen  | Ferrari           | 1 min 16 s 459 | + 0 s 388 |
| 3    | Fernando Alonso | McLaren-Mercedes  | 1 min 16 s 465 | + 0 s 394 |
| 4    | Felipe Massa    | Ferrari           | 1 min 16 s 666 | + 0 s 595 |
| 5    | Takuma Satō     | Super Aguri-Honda | 1 min 16 s 864 | + 0 s 793 |
| 6    | Nico Rosberg    | Williams-Toyota   | 1 min 16 s 975 | + 0 s 904 |

## Grille de départ
| Pos. | Pilote               | Écurie             | Qualifications 1 | Qualifications 2 | Qualifications 3 |
| ---- | -------------------- | ------------------ | ---------------- | ---------------- | ---------------- |
| 1    | Lewis Hamilton       | McLaren-Mercedes   | 1 min 16 s 576   | 1 min 15 s 486   | 1 min 15 s 707   |
| 2    | Fernando Alonso      | McLaren-Mercedes   | 1 min 16 s 562   | 1 min 15 s 522   | 1 min 16 s 163   |
| 3    | Nick Heidfeld        | BMW Sauber         | 1 min 17 s 006   | 1 min 15 s 960   | 1 min 16 s 266   |
| 4    | Kimi Räikkönen       | Ferrari            | 1 min 16 s 468   | 1 min 16 s 592   | 1 min 16 s 411   |
| 5    | Felipe Massa         | Ferrari            | 1 min 16 s 756   | 1 min 16 s 138   | 1 min 16 s 570   |
| 6    | Mark Webber          | Red Bull-Renault   | 1 min 17 s 315   | 1 min 16 s 257   | 1 min 16 s 913   |
| 7    | Nico Rosberg         | Williams-Toyota    | 1 min 17 s 016   | 1 min 16 s 190   | 1 min 16 s 919   |
| 8    | Robert Kubica        | BMW Sauber         | 1 min 17 s 267   | 1 min 16 s 368   | 1 min 16 s 993   |
| 9    | Giancarlo Fisichella | Renault            | 1 min 16 s 805   | 1 min 16 s 288   | 1 min 17 s 229   |
| 10   | Jarno Trulli         | Toyota             | 1 min 17 s 324   | 1 min 16 s 600   | 1 min 17 s 747   |
| 11   | Takuma Satō          | Super Aguri-Honda  | 1 min 17 s 490   | 1 min 16 s 743   |                  |
| 12   | Vitantonio Liuzzi    | Toro Rosso-Ferrari | 1 min 17 s 541   | 1 min 16 s 760   |                  |
| 13   | Rubens Barrichello   | Honda              | 1 min 17 s 011   | 1 min 17 s 116   |                  |
| 14   | David Coulthard      | Red Bull-Renault   | 1 min 17 s 436   | 1 min 17 s 304   |                  |
| 15   | Jenson Button        | Honda              | 1 min 17 s 522   | 1 min 17 s 541   |                  |
| 16   | Scott Speed          | Toro Rosso-Ferrari | 1 min 17 s 433   | 1 min 17 s 571   |                  |
| 17   | Anthony Davidson     | Super Aguri-Honda  | 1 min 17 s 542   |                  |                  |
| 18   | Ralf Schumacher      | Toyota             | 1 min 17 s 634   |                  |                  |
| 19   | Alexander Wurz       | Williams-Toyota    | 1 min 18 s 089   |                  |                  |
| 20   | Adrian Sutil         | Spyker-Ferrari     | 1 min 18 s 536   |                  |                  |
| 21   | Christijan Albers    | Spyker-Ferrari     | 1 min 19 s 196   |                  |                  |
| 22   | Heikki Kovalainen    | Renault            | 1 min 17 s 806*  |                  |                  |

Note:

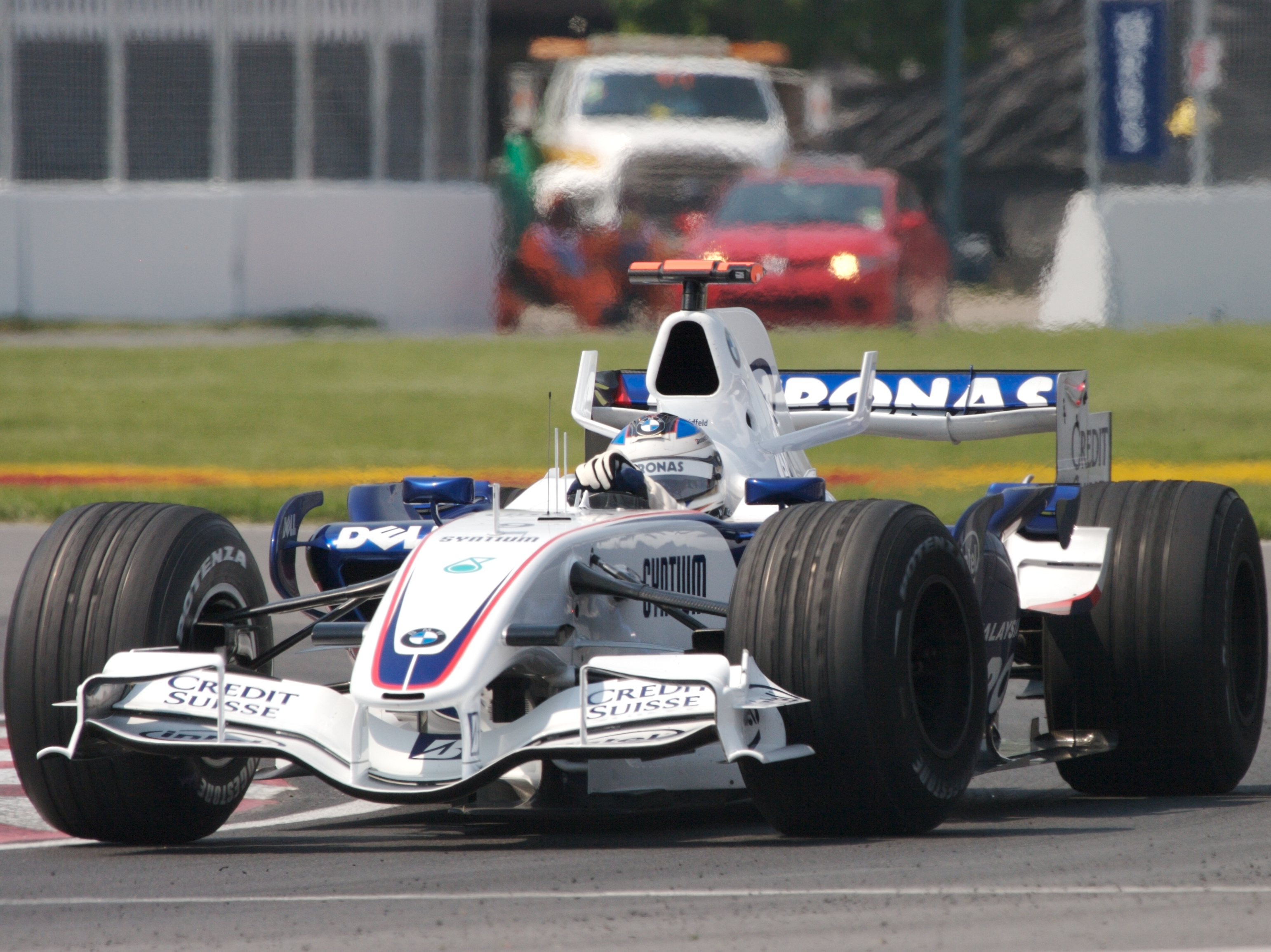
Nick Heidfeld au Grand Prix du Canada 2007

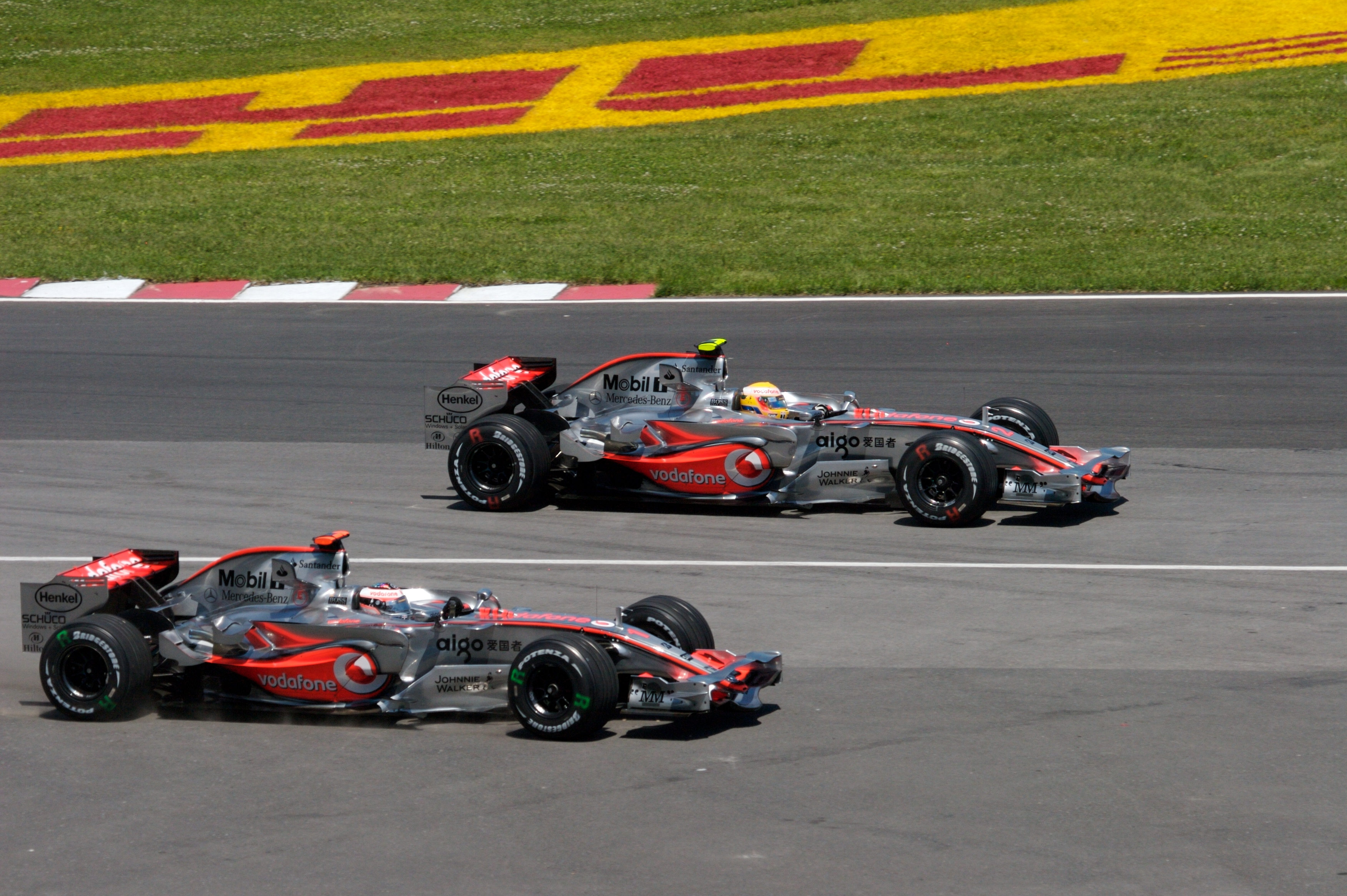
Hamilton et Alonso au Grand Prix du Canada 2007

- Initialement qualifié 19e, Heikki Kovalainen a dû changer le moteur de sa monoplace et a donc écopé d'une pénalité de 10 places sur la grille de départ.

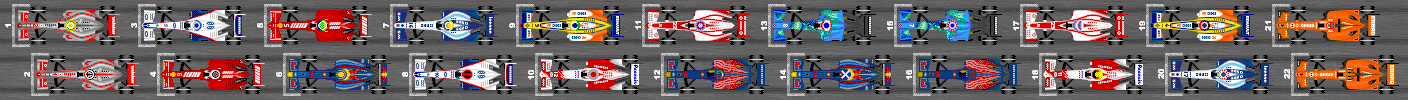
La grille de qualifications du Grand Prix

## Course

### Déroulement de l'épreuve
Au départ, Lewis Hamilton conserve la tête alors que Fernando Alonso, en voulant l'attaquer au premier virage, élargit sa trajectoire et perd des positions. Le premier incident survient dès le quatrième tour, avec la sortie d'Adrian Sutil qui provoque la première sortie de la voiture de sécurité.
Le moment le plus marquant de la course est l'accident de Robert Kubica au vingt-septième tour ; lors d'un freinage avant l'épingle, il percute Jarno Trulli, perd le contrôle de sa BMW Sauber et heurte violemment un muret à près de 230 km/h avant de s’envoler, rebondir et finir sa course dans les protections. Si son crash suscite une vive inquiétude, il s'en sort avec une entorse à la cheville et une légère commotion cérébrale. La course est neutralisée une nouvelle fois, une des quatre neutralisations lors de l'épreuve.
Les pilotes Ferrari, Felipe Massa et Giancarlo Fisichella, sont disqualifiés pour non-respect du feu rouge à la sortie des stands après un arrêt sous voiture de sécurité. 
Alors que Fernando Alonso enchaîne plusieurs erreurs, notamment un passage hors piste après un freinage raté, Lewis Hamilton mène 67 des 70 tours et s'impose devant Nick Heidfeld et Alexander Wurz.

### Classement de la course

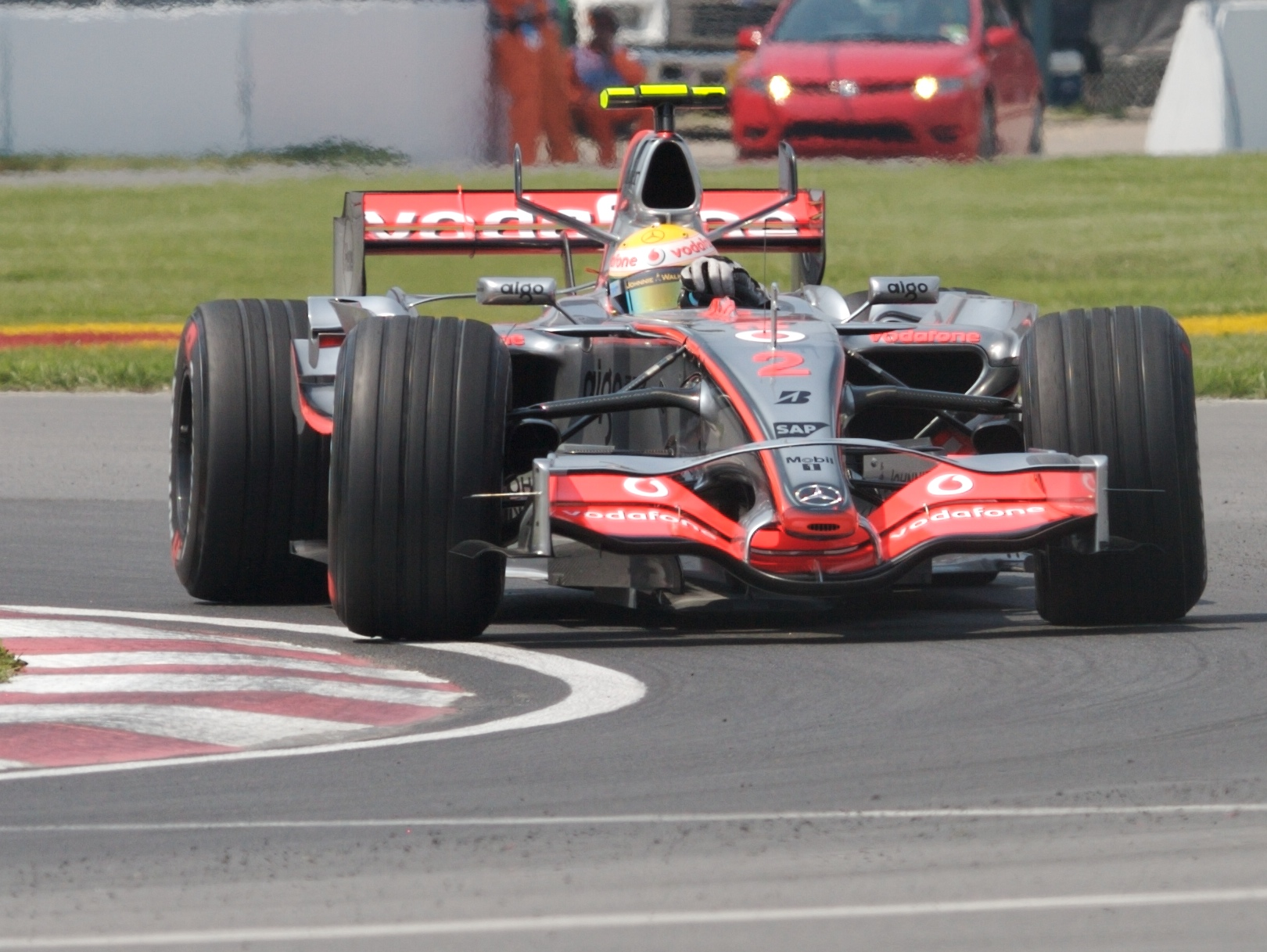
Lewis Hamilton lors du Grand Prix du Canada 2007

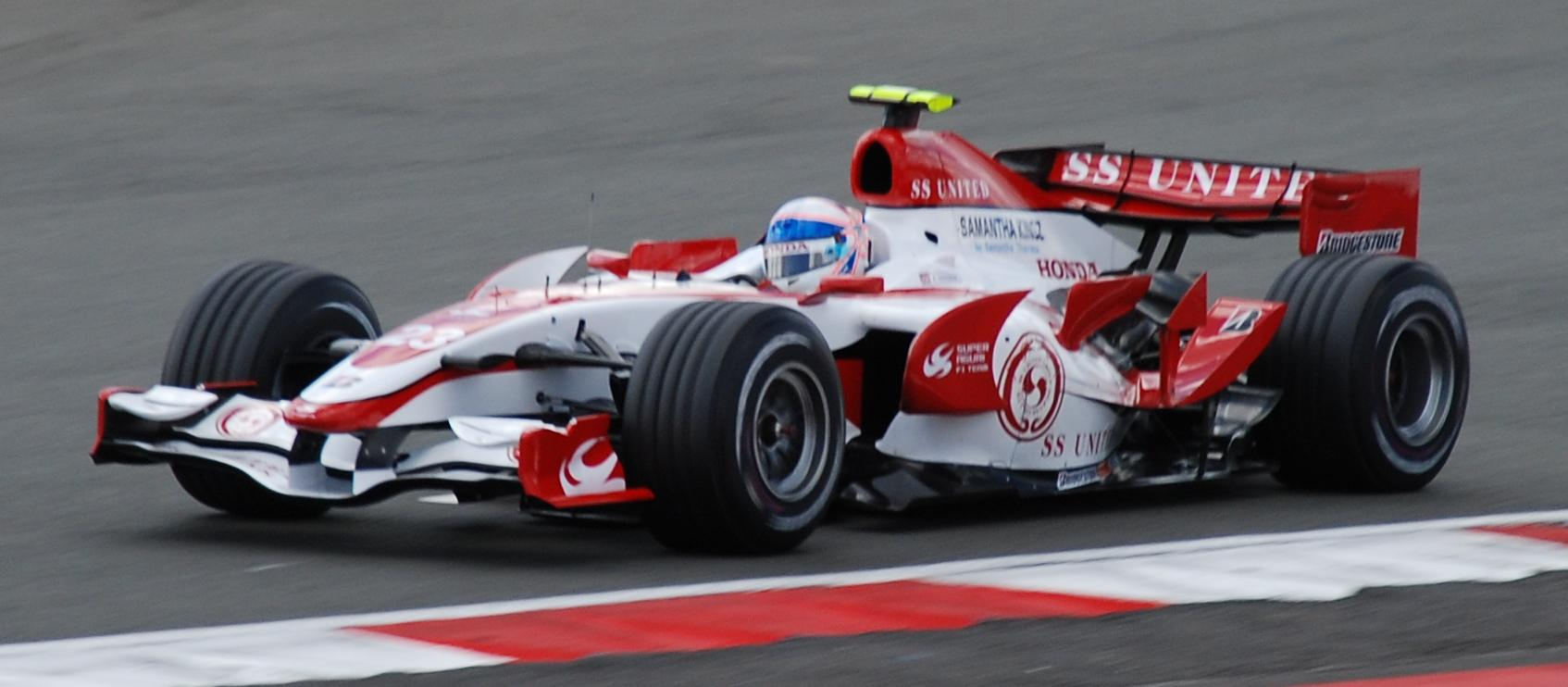
Davidson égale son meilleur résultat en GP en terminant 11e sur Super Aguri

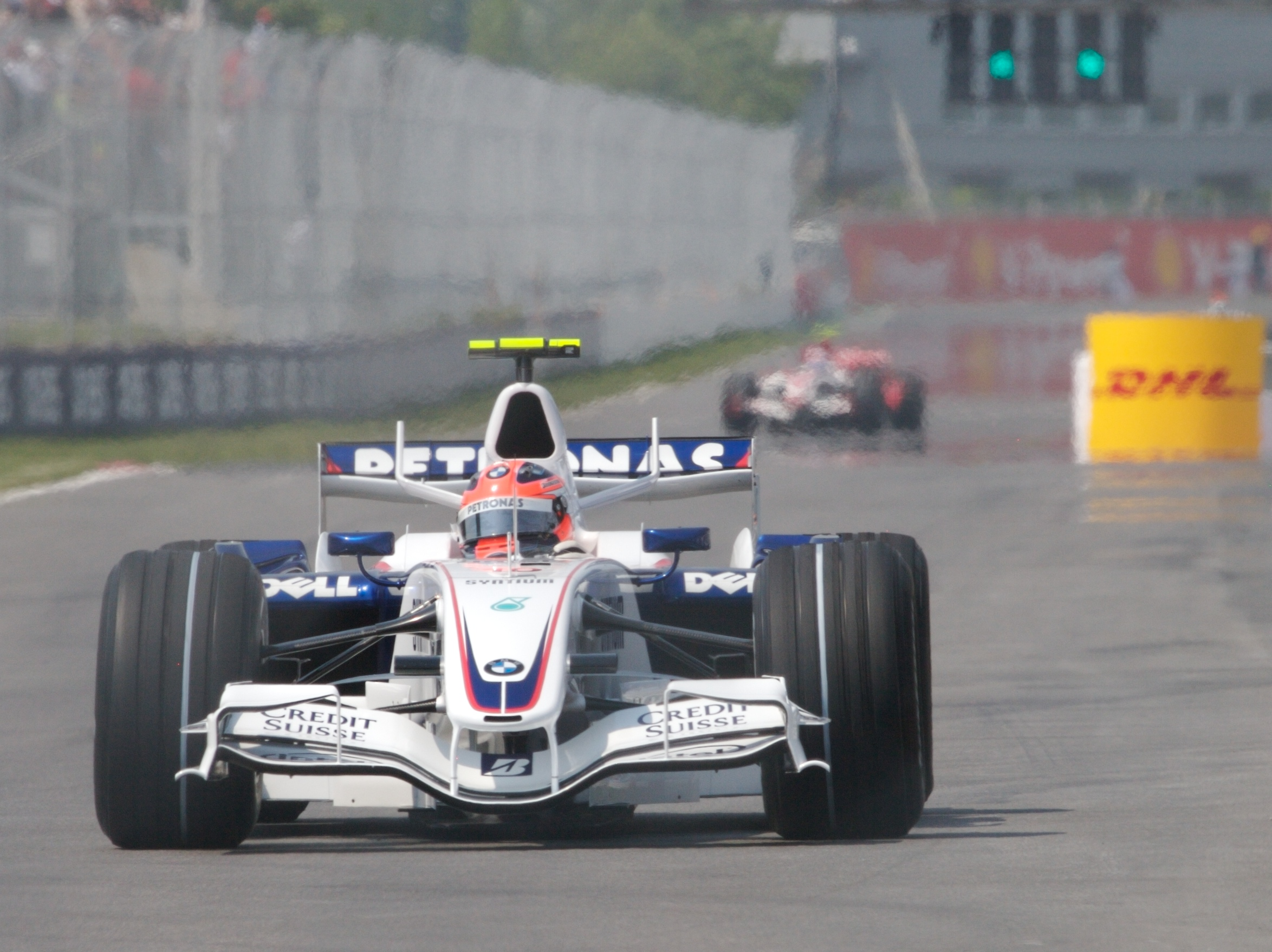
Robert Kubica avant son grave accident au Grand Prix du Canada 2007

| Pos. | no | Pilote               | Écurie             | Tours | Temps/Abandon                      | Grille | Points |
| ---- | -- | -------------------- | ------------------ | ----- | ---------------------------------- | ------ | ------ |
| 1    | 2  | Lewis Hamilton       | McLaren-Mercedes   | 70    | 1 h 44 min 11 s 292 (175,800 km/h) | 1      | 10     |
| 2    | 9  | Nick Heidfeld        | BMW Sauber         | 70    | + 4 s 343                          | 3      | 8      |
| 3    | 17 | Alexander Wurz       | Williams-Toyota    | 70    | + 5 s 325                          | 19     | 6      |
| 4    | 4  | Heikki Kovalainen    | Renault            | 70    | + 6 s 729                          | 22     | 5      |
| 5    | 6  | Kimi Räikkönen       | Ferrari            | 70    | + 13 s 007                         | 4      | 4      |
| 6    | 22 | Takuma Satō          | Super Aguri-Honda  | 70    | +16 s 698                          | 11     | 3      |
| 7    | 1  | Fernando Alonso      | McLaren-Mercedes   | 70    | +21 s 936                          | 2      | 2      |
| 8    | 11 | Ralf Schumacher      | Toyota             | 70    | +22 s 888                          | 18     | 1      |
| 9    | 15 | Mark Webber          | Red Bull-Renault   | 70    | +22 s 960                          | 6      |        |
| 10   | 16 | Nico Rosberg         | Williams-Toyota    | 70    | +23 s 984                          | 7      |        |
| 11   | 23 | Anthony Davidson     | Super Aguri-Honda  | 70    | +24 s 318                          | 17     |        |
| 12   | 8  | Rubens Barrichello   | Honda              | 70    | +30 s 439                          | 13     |        |
| Abd. | 12 | Jarno Trulli         | Toyota             | 58    | Accident                           | 10     |        |
| Abd. | 18 | Vitantonio Liuzzi    | Toro Rosso-Ferrari | 54    | Accident                           | 12     |        |
| Abd. | 21 | Christijan Albers    | Spyker-Ferrari     | 47    | Accident                           | 21     |        |
| Abd. | 14 | David Coulthard      | Red Bull-Renault   | 36    | Boîte de vitesses                  | 14     |        |
| Abd. | 10 | Robert Kubica        | BMW Sauber         | 26    | Accident                           | 8      |        |
| Abd. | 20 | Adrian Sutil         | Spyker-Ferrari     | 21    | Accident                           | 20     |        |
| Abd. | 19 | Scott Speed          | Toro Rosso-Ferrari | 8     | Accident                           | 16     |        |
| Abd. | 7  | Jenson Button        | Honda              | 0     | Boîte de vitesses                  | 15     |        |
| Dsq. | 5  | Felipe Massa         | Ferrari            | 51    | Drapeau noir                       | 5      |        |
| Dsq. | 3  | Giancarlo Fisichella | Renault            | 51    | Drapeau noir                       | 9      |        |

### Pole position et record du tour
- Pole position :  Lewis Hamilton (McLaren-Mercedes) en 1 min 15 s 707 (vitesse moyenne : 207,373 km/h). Le meilleur temps des qualifications a quant à lui été établi par Hamilton lors de la Q2 en 1 min 15 s 486[6].
- Meilleur tour en course :  Fernando Alonso (McLaren-Mercedes) en 1 min 16 s 367 au 46e tour (vitesse moyenne : 205,581 km/h)[7].

### Tours en tête
- Lewis Hamilton (McLaren-Mercedes) : 67 tours (1-21 / 25-70) ;
- Felipe Massa (Ferrari) : 3 tours (22-24)[8].

## Classements généraux à l'issue de la course
| Pos. | Pilote               | Écurie            | Points |
| ---- | -------------------- | ----------------- | ------ |
| 1    | Lewis Hamilton       | McLaren-Mercedes  | 48     |
| 2    | Fernando Alonso      | McLaren-Mercedes  | 40     |
| 3    | Felipe Massa         | Ferrari           | 33     |
| 4    | Kimi Räikkönen       | Ferrari           | 27     |
| 5    | Nick Heidfeld        | BMW Sauber        | 26     |
| 6    | Giancarlo Fisichella | Renault           | 13     |
| 7    | Robert Kubica        | BMW Sauber        | 12     |
| 8    | Alexander Wurz       | Williams-Toyota   | 8      |
| 9    | Heikki Kovalainen    | Renault           | 8      |
| 10   | Nico Rosberg         | Williams-Toyota   | 5      |
| 11   | David Coulthard      | Red Bull-Renault  | 4      |
| 12   | Jarno Trulli         | Toyota            | 4      |
| 13   | Takuma Satō          | Super Aguri-Honda | 4      |
| 14   | Ralf Schumacher      | Toyota            | 2      |

| Pos. | Écurie            | Points |
| ---- | ----------------- | ------ |
| 1    | McLaren-Mercedes  | 88     |
| 2    | Ferrari           | 60     |
| 3    | BMW Sauber        | 38     |
| 4    | Renault           | 21     |
| 5    | Williams-Toyota   | 13     |
| 6    | Toyota            | 6      |
| 7    | Red Bull-Renault  | 4      |
| 8    | Super Aguri-Honda | 4      |

À la suite de l'affaire d'espionnage, les points de l'écurie McLaren seront rétroactivement supprimés le 13 septembre 2007 par décision du Conseil Mondial de la FIA.

## Statistiques
Le Grand Prix du Canada 2007 représente :
- 1re pole position de sa carrière pour Lewis Hamilton (McLaren-Mercedes)[10] ;
- 1re victoire de sa carrière pour Lewis Hamilton (McLaren-Mercedes)[11] ;
- 151e victoire pour McLaren en tant que constructeur[12] ;
- 56e victoire pour Mercedes en tant que motoriste[13] ;
- 500e GP pour Frank Williams (toutes écuries confondues).

Au cours de ce Grand Prix :
- Lewis Hamilton est le premier pilote de l'histoire de la Formule 1 à monter sur le podium lors de chacune de ses six premières courses.
- Lewis Hamilton et Fernando Alonso sont les seuls pilotes à avoir inscrit des points lors de chacune des épreuves.
- la course ponctuée par quatre interventions de la voiture de sécurité rendues nécessaires par les nombreux accidents ayant émaillé l'épreuve et notamment celui de Robert Kubica (BMW Sauber), évacué vers le centre médical du circuit puis vers un hôpital de Montréal après avoir heurté un muret de béton à près de 230 km/h, mais qui ne souffre que de blessures légères (commotion cérébrale et entorse à la cheville droite).
- les drapeaux noirs sont agités pour Felipe Massa (Ferrari) et Giancarlo Fisichella (Renault), coupables d'avoir grillé le feu rouge à la sortie des stands durant une période de neutralisation.
- remontées de Alexander Wurz et Heikki Kovalainen qui étaient respectivement 19e et 22e sur la grille de départ.
- le Grand Prix du Canada était le dernier pour Tsutomu Tomita, directeur de l’équipe Toyota F1 Team, désormais patron du circuit du Mont Fuji où se déroule l'édition suivante du Grand Prix du Japon.